# LG Optimus L5 II
L'LG Optimus L5 II (E460 con la sigla data dalla casa produttrice) è uno smartphone di fascia medio-bassa commercializzato in Italia a partire dall'aprile del 2013. Esso fa parte della seconda generazione della gamma denominata da LG L-Style insieme ad Optimus L1 II, Optimus L3 II, Optimus L4 II, Optimus L7 II ed Optimus L9 II.
Di base monta il sistema operativo Android alla versione 4.1.2 Jelly Bean.
LG Optimus L5 II è il diretto successore di LG Optimus L5 commercializzato dalla casa coreana nel 2012.

## Varianti
Oltre alla versione classica esiste una versione dual Sim, l'LG Optimus L5 II Dual (E455 con la sigla data dalla casa produttrice) e una versione speciale dello stesso denominata LG Optimus L5 II Dual Special Edition, disponibile per il solo mercato russo.

## Caratteristiche
L'Optimus L5 II è un dispositivo di fascia medio-bassa, non presenta caratteristiche molto avanzate, ma ha dalla sua un prezzo di lancio di 200 euro. Lo smartphone monta l'interfaccia utente proprietaria LG, denominata Optimus.
Il processore è un Mediatek da 1 GHz single core. Il processore grafico è un PowerVR SGX531, al quale sono abbinati 512 MB di RAM ed una memoria interna da 4 GB espandibile con schede di memoria microSD e microSDHC fino a 32 GB.
Lo schermo è da 4", con una risoluzione di 480×800 pixel, realizzato con la tecnologia IPS che ne migliora la qualità. Il dispositivo è dotato di connettività Wi-Fi 802.11 a/b/g/n e Bluetooth 3.0 ed è dotato di una batteria da 1700 mAh.
Include una fotocamera da 5 megapixel con autofocus e flash LED ma non è presente la fotocamera frontale

## Aggiornamenti ufficiali del sistema operativo

### Aggiornamenti minori
Il 17 maggio del 2013 LG ha distribuito in Italia, per i modelli No brand, un aggiornamento minore che permette di spostare le applicazioni sulla memoria microSD esterna.
Il 21 maggio del 2013 LG ha distribuito in Italia lo stesso aggiornamento minore per i modelli brandizzati Fastweb.
il 18 ottobre del 2013 LG ha distribuito un aggiornamento minore con versione software v10l per i modelli no brand.